# Uterusatonie
Als Uterusatonie oder atonische Nachblutung bezeichnet man in der Geburtshilfe die Kontraktionsschwäche (Atonie) der Gebärmutter, also die fehlende oder ungenügende Fähigkeit der Gebärmuttermuskulatur, sich nach der Geburt des Kindes und des unvollständig oder vollständig geborenen Mutterkuchens zusammenzuziehen. Aus dieser Kontraktionsschwäche resultiert eine starke bis lebensbedrohliche Blutung, die ein unverzügliches Eingreifen erfordert. Die Uterusatonie zählt zu den häufigsten Ursachen mütterlicher Mortalität.

## Verstärkte Nachblutung vor Geburt der Plazenta

### Ursachen
Tritt bereits vor der Geburt des Mutterkuchens eine verstärkte Nachblutung auf, liegen meist Plazentalösungsstörungen und anatomische Gründe vor, insbesondere eine Verwachsung des Mutterkuchens mit der Gebärmutterwand, bedingt durch Schädigungen der Gebärmutterschleimhaut nach vorangegangenem Kaiserschnitt oder Endometritis.

### Diagnose
Die Gebärmutter ist unter der Bauchdecke weich zu tasten, Druck von außen empfindet die Mutter als schmerzhaft. Zudem zeigt sich eine verstärkte vaginale Blutung, die je nach Blutverlust mit zunehmender Kreislaufinstabilität der Betroffenen einhergeht.

### Therapie
Kommt es zu einer verstärkten Nachblutung vor der Geburt des Mutterkuchens, muss zunächst geprüft werden, ob die Blutung auf mögliche Geburtsverletzungen zurückzuführen ist. Kann dies ausgeschlossen werden, werden der Mutter zunächst wehenfördernde Medikamente verabreicht. Führt die Injektion nicht zum Ziel, wird nach Entleerung der mütterlichen Harnblase die Gebärmutter leicht angerieben, kurzzeitig einem Kältereiz ausgesetzt und bei Bedarf der Credé-Handgriff ausgeführt. Bleiben auch diese Maßnahmen erfolglos, muss der Mutterkuchen manuell entfernt werden. Dabei führt der Geburtshelfer die Hand in die Gebärmutter ein und löst den Mutterkuchen von der Gebärmutterwand. Je nach Allgemeinzustand der Frau werden weitere kreislaufstabilisierende Maßnahmen ergriffen.

## Atonische Nachblutung nach Geburt der Plazenta

### Symptome
Nach der Geburt des Mutterkuchens zeigt sich eine schwallartige Blutung, einhergehend mit rasch eintretender Kreislaufinstabilität der Mutter bis hin zu Schockzeichen. Die Gebärmutter ist weich, druckdolent und befindet sich nicht selten deutlich oberhalb des Nabels.

### Ursachen
Als mögliche Ursachen für eine atonische Nachblutung kommen verschiedene Faktoren in Betracht, hierzu zählen
- operative Geburten, bei denen das Gebärmuttervolumen zu schnell abgenommen hat, insbesondere bei einer Entbindung durch Kaiserschnitt
- die Überdehnung der Gebärmutter durch Mehrlingsschwangerschaft, überdurchschnittliche Fruchtwassermenge oder ein überdurchschnittlich schweres Kind
- die Erschlaffung der Gebärmutter nach Narkosen und Verabreichung von krampflösenden Medikamenten sowie bei rascher Schwangerschaftsfolge und Vielgebärenden mit mehr als drei Kindern
- Wehenschwäche
- geschwulstige Veränderungen der Gebärmutter, z. B. bei Uterus myomatosus oder Endometriose
- Fehlbildungen der Gebärmutter
- Verbrauchskoagulopathie bei Fruchtwasserembolie

### Therapie
Wurde der Mutterkuchen unvollständig geboren, sind also Gewebsfelder oder Eihautreste in der Gebärmutter verblieben, müssen diese unmittelbar nach der Diagnose mithilfe einer Ausschabung entfernt werden, da sich nur eine vollständig entleerte Gebärmutter effektiv zusammenziehen kann.
Tritt eine atonische Nachblutung trotz vollständig geborenen Mutterkuchens auf, gleicht die Vorgehensweise zunächst oben genannter Situation. Es erfolgt demnach eine medikamentöse Behandlung durch Gabe von Kontraktionsmitteln (Uterotonika) wie Oxytocin, Sulproston oder Methylergometrin, der sich ein Ausdrücken des Gebärmutterinhalts anschließt. Nach Entleerung der mütterlichen Harnblase und Kältereizen durch das Auflegen einer Eisblase wird die Gebärmutter bei weiterhin bestehender Blutung durch den Credé-Handgriff von außen dauerhaft komprimiert. Unter Umständen ist eine instrumentelle Nachtastung der Gebärmutterhöhle angezeigt, um Blutkoagel auszuräumen.

#### Hamilton-Handgriff
Führt auch dies nicht zum Erfolg, wird die Gebärmutter mithilfe des Hamilton-Handgriffs (auch Scheidenfaust-Handgriff oder Punchingball-Handgriff) komprimiert. Hierbei wird eine Hand in die Scheide der Mutter eingeführt und so zu einer Faust geballt, dass die Fingerknöchel gegen die Vorderwand der Gebärmutter gerichtet sind. Die äußere Hand übt von der mütterlichen Bauchdecke zugleich Druck auf den Gebärmutterkörper aus, indem sie das Organ aufrichtet und gegen die innere Faust und Schambeinfuge presst. Vorder- und Hinterwand der Gebärmutter werden auf diese Weise gegeneinandergedrückt, sodass die Kompression der großen Gefäße unterstützt und ein Vollbluten der Gebärmutterhöhle verhindert werden soll. Eine zugleich ausgeführte Massage kann zudem das Auslösen von Nachwehen bewirken. Wird der Hamilton-Handgriff ausreichend lang durchgeführt, führt er fast immer zum Ziel. In schweren Fällen kann das Auftreten regelmäßiger Nachwehen jedoch ein bis zwei Stunden dauern.

#### Ultima Ratio
Ist in extrem seltenen Fällen die atonische Nachblutung trotz äußerer Aortenkompression und chirurgischer Unterbindung der Gebärmutterarterien nicht beherrschbar, gilt die operative Entfernung der Gebärmutter als letztmögliche Lösung. Je nach Blutverlust der Mutter ist eine intensivmedizinische Versorgung mit Übertragung von Plasmaexpandern und Bluttransfusionen notwendig.

## Einteilung
Nach Menge des Blutverlustes sind folgende Grade zu unterscheiden:
- Grad I: 500 – 1000 ml
- Grad II: 1000 – 1500 ml
- Grad III: über 1500 ml

## Quelle
- Pschyrembel, Dudenhausen: Praktische Geburtshilfe, Verlag Walter de Gruyter ISBN 978-3-11-019074-8